# Michel Drouilhat
Michel Drouilhat, né le 21 avril 1957, est un footballeur français. Il évolue au poste de défenseur, du milieu des années 1970 au milieu des années 1980.

## Biographie
Il joue 221 matchs en Division 2 avec le Paris FC, l'AS Libourne et l'AS Red Star 93. Il joue 2 matchs en Division 1 avec le Paris FC lors de la saison 1978-1979.

## Palmarès
- Coupe de France : Demi-finaliste en 1980 avec le Paris Football Club.